# ItAli Airlines
ItAli Airlines – była włoska linia lotnicza z siedzibą w Pescarze, w Abruzji. Głównym węzłem był port lotniczy Pescara. Zlikwidowana w 2011 roku. 

## Flota
- 5 x Mc Donnel Douglas MD 82
- 2 x Dornier 328
- 2 x Fairchild Metroliner SA 227
- 1 x Cessna Citation